# Damac Football Club
Il Damac Football Club, noto come Damac, (in arabo ضمك‎?, Ḍamak) è una società calcistica saudita con sede a Khamis Mushait che milita nella Lega saudita professionistica, la massima serie del campionato saudita di calcio.

## Organico

### Rosa 2024-2025
| N. |                           | Ruolo | Calciatore             |
| -- | ------------------------- | ----- | ---------------------- |
| 1  | Romania (bandiera)        | P     | Florin Niță            |
| 3  | Algeria (bandiera)        | D     | Abdelkader Bedrane     |
| 4  | Arabia Saudita (bandiera) | C     | Ibrahim Al-Nakhli      |
| 5  | Arabia Saudita (bandiera) | D     | Tariq Abdullah         |
| 6  | Arabia Saudita (bandiera) | C     | Faisal Al-Subiani      |
| 7  | Arabia Saudita (bandiera) | C     | Abdullah Al-Qahtani    |
| 8  | Egitto (bandiera)         | C     | Tarek Hamed            |
| 9  | Gambia (bandiera)         | A     | Assan Ceesay           |
| 10 | Camerun (bandiera)        | C     | Georges-Kévin N'Koudou |
| 11 | Guinea (bandiera)         | A     | François Kamano        |
| 12 | Arabia Saudita (bandiera) | D     | Sanousi Al-Hawsawi     |
| 13 | Arabia Saudita (bandiera) | D     | Abdulrahman Al-Obaid   |
| 15 | Algeria (bandiera)        | D     | Farouk Chafaï          |
| 18 | Arabia Saudita (bandiera) | C     | Ahmed Harisi           |
| 19 | Arabia Saudita (bandiera) | C     | Thamer Al-Ali          |

| N. |                           | Ruolo | Calciatore               |
| -- | ------------------------- | ----- | ------------------------ |
| 20 | Arabia Saudita (bandiera) | C     | Dhari Al-Anazi           |
| 22 | Arabia Saudita (bandiera) | P     | Abdulbasit Abdullah      |
| 23 | Arabia Saudita (bandiera) | A     | Jawad Al-Hassan          |
| 30 | Arabia Saudita (bandiera) | P     | Naser Al-Ghamdi          |
| 32 | Romania (bandiera)        | C     | Nicolae Stanciu          |
| 51 | Arabia Saudita (bandiera) | A     | Ramzi Solan              |
| 80 | Senegal (bandiera)        | A     | Habib Diallo             |
| 87 | Arabia Saudita (bandiera) | D     | Mohammed Al-Khaibari     |
| 90 | Arabia Saudita (bandiera) | C     | Hazzaa Al-Ghamdi         |
| 95 | Arabia Saudita (bandiera) | C     | Ayman Fallatah           |
|    | Paesi Bassi (bandiera)    | C     | Adam Maher               |
|    | Arabia Saudita (bandiera) | C     | Hassan Abu Shrarh        |
|    | Arabia Saudita (bandiera) | C     | Rayan Mansour Al-Qahtani |

## Palmarès
- Campionato saudita di terza divisione: 2

1980-1981, 2014-2015

### Altri piazzamenti
- Campionato saudita di seconda divisione:

secondo posto: 2018-2019